# Daniel Heinz
Daniel Heinz (* 19. August 1957 in Wien) war Leiter des Historischen Archivs der Siebenten-Tags-Adventisten in Friedensau. Er erforscht die Geschichte der Adventisten sowie anderer Freikirchen und veröffentlicht dazu.

## Studium
Daniel Heinz ist der Sohn von Louisette und Hans Heinz. Er studierte Theologie mit Schwerpunkt Kirchengeschichte, zuerst am adventistischen Seminar Bogenhofen, danach vorübergehend an der Evangelisch-Theologischen Fakultät der Universität Wien. Dort weckten Vorlesungen von Peter F. Barton sein Interesse für die Geschichte des Protestantismus in Mittel- und Osteuropa. Daniel Heinz setzte das Studium an der adventistischen Andrews University (Berrien Springs, Michigan) fort, wo der Holländer Hans K. LaRondelle ein wichtiger Lehrer für ihn war. Dort erhielt Daniel Heinz 1991 das Doktorat (Ph.D.) mit seiner Untersuchung zur Geschichte der Adventisten in Österreich ab 1890 im Kontext eines größeren kirchengeschichtlichen Rahmens, geprägt von katholischer Dominanz und staatshoheitlicher Bürokratie.

## Tätigkeit
Daniel Heinz wirkte zunächst als Pastor der Adventisten in Wien. Ab 1989 lehrte er als Dozent für Theologie und war Dekan am Seminar Bogenhofen. Seit 1997 leitete er das Historische Archiv der Siebenten-Tags-Adventisten in Europa. Dieses ist als „An-Institut“  der Theologischen Hochschule Friedensau (bei Magdeburg) angegliedert. Daniel Heinz lehrte dort Kirchengeschichte. Das Archiv untersteht aber der Kirchenleitung (Intereuropäische Division) in Bern.
1998/1999 forschte Daniel Heinz im Auftrag der Russischen Akademie der Wissenschaften (Prof. Tatjana A. Pavlova) über freikirchliche Pazifisten, Antimilitaristen und GuLag-Märtyrer während des Stalinismus in der Sowjetunion. Er ist auch Mitglied der im Jahr 2004 eingesetzten Arbeitsgruppe Evangelische Märtyrer des 20. Jahrhunderts der Evangelischen Kirche in Deutschland. Das von Daniel Heinz herausgegebene Werk Freikirchen und Juden im Dritten Reich (2011) fand internationale Anerkennung, da es als Anstoß für eine dringende, längst überfällige Aufarbeitung freikirchlicher Schuld im Nationalsozialismus verstanden wurde. Mehrere Forschungsaufenthalte (in USA, Tansania, Armenien, Ukraine und Russland) dienten dem gegenwärtig unter seiner Leitung stehenden lexikalischen Projekt Siebenten-Tags-Adventisten in Europa: Geschichte, Identität und Mission. Außerdem verfasste er zahlreiche Artikel im Biographisch-Bibliographischen Kirchenlexikon (BBKL). Er ist Herausgeber (bzw. Mitherausgeber) verschiedener Reihen zur Geschichte und Theologie der Adventisten.

## Werke

### Bücher (als Autor)
- Ludwig Richard Conradi. Missionar der Siebenten-Tags-Adventisten in Europa. Peter Lang, Frankfurt/Main 1986, ISBN 978-3-631-33744-8 (in drei Auflagen; Übersetzungen in Ungarisch, Polnisch, Russisch, Serbisch, Bulgarisch und Englisch).
- Church, State, and Religious Dissent: A History of Seventh-day Adventists in Austria, 1890–1975. Peter Lang, Frankfurt/Main 1993, ISBN 978-3-631-45553-1.
- Mit Hans Heinz: Das Christentum begegnet dem Islam: Eine religiöse Herausforderung. Advent-Verlag, Zürich 2007.
- Mit Alexej A. Oparin, Dmitrij O. Junak, Andris Pešelis: Duši pod žertvennikom: Kniga pamjati Cerkvi Christian Adventistov Sed'mogo Dnja, posvjaščennaja žertvam religioznych repressij vo vremena Carskoj Rossii i Sovetskogo Sojuza, 1886–1986 gody (russisch; Die Seelen unter dem Altar: Gedenkbuch der Opfer der Kirche der Siebenten-Tags-Adventisten in der Zeit der religiösen Repressionen im zaristischen Russland und in der Sowjetunion). Charkov 2010.
- Mit Hans Heinz: Christianstvo vstrečaet Islam: Čto dolžny christiane znat' ob Islame? (russisch; Das Christentum trifft auf den Islam: Was Christen über den Islam wissen sollten). Pavlograd 2012.
- Mit Hans Heinz: Veroučenie Svjaščennogo Pisanija: Spravočnoe i učebnoe posobie dlja studentov bogoslovskich fakul'tetov, propovednikov i rukovoditelej obščin (russisch; Glaubenslehren der Hl. Schrift. Lehr- und Handbuch für Theologiestudenten, Pastoren und Gemeindeleiter). Zaokskij 2012.
- Mit Hans Heinz: Martin Ljuter o buduščem mira (russisch; Martin Luther über die Zukunft der Welt). Zaokskij, Russland 2024.
- Ich glaube allem, was geschrieben steht – Bibeltreue, Bibelverständnis und Bibelkritik. Rudersberg 2024. ISBN 978-3-90263710-9

### Bücher (als Herausgeber)
Reihenwerke
- Adventistica. Studies in Seventh-day Adventist History and Theology (Peter Lang, Frankfurt/Main, seit 1997)
- Hoffnung heute. Kleine Schriftenreihe zur Theologie, Geschichte und Weltsicht der Siebenten-Tags-Adventisten (Advent-Verlag, Zürich, seit 2007)

Einzelwerke
- Mit Hugh Dunton, Ronald Strasdowsky: Heirs of the Reformation. The Story of the Seventh-day Adventist Church in Europe. The Stanborough Press, Grantham (England) 1997. ISBN 9781899505111.
- Adventisten machen Schule – 50 Jahre Seminar Schloss Bogenhofen: 1949–1999. Wegweiser-Verlag, Wien 1999.
- Dein Heil bin ich: Gesammelte Aufsätze zu Rechtfertigung, Heiligung und Vollendung. Festgabe zum 70. Geburtstag für Hans Heinz. Peter Lang, Frankfurt/Main 2000. ISBN 3-631-37189-6.
- Mit Denis A. Sdvizhkov: Postiženie ideala: Iz istorii mirotvorčestva i intelligencii. Sbornik pamjati T. A. Pavlovoj (russisch; Die Suche nach dem Ideal: Beiträge zur Geschichte der Friedensbemühungen und der Intelligentsia). Moskau 2005.
- Mit Csaba Fazekas, Zoltan Rajki: Ünnepi tanulmányok Szigeti Jenö 70. Születésnapjára (ungarisch; Festschrift für Jenö Szigeti zu seinem 70. Geburtstag). Miskolc 2006.
- Mit Jiří Moskala, Peter M. van Bemmelen: Christ, Salvation, and the Eschaton: Essays in Honor of Hans K. LaRondelle. SDA-Theological Seminary, Andrews University, Berrien Springs 2009. ISBN 9780970638021.
- Mit David J. B. Trim: Parochialism, Pluralism, and Contextualization: Challenges to Adventist Mission in Europe, 19th–21st Centuries. Peter Lang, Frankfurt/Main 2010. ISBN 978-3-631-59875-7.
- Freikirchen und Juden im „Dritten Reich“. Instrumentalisierte Heilsgeschichte, antisemitische Vorurteile und verdrängte Schuld. V&R unipress, Göttingen 2011. ISBN 978-3-89971-690-0.
- Mit Alexej A. Oparin, Dmitrij O. Junak, Andris Pešelis: Fotochronika Cerkvi Adventistov Sed'mogo Dnja: V Carskoj Rossii - SSSR - SNG (1882-2012 gody) (russisch; Fotochronik der Kirche der Siebenten-Tags-Adventisten: Zaristisches Russland, UdSSR, GUS). Charkov 2012.
- Mit Zoltan Rajki, Ervin Simon: Szabadegyházak, vallási kisebbségek és a diktatúrák Európában a 20. Században (ungarisch; Freikirchen, religiöse Minderheiten und Diktaturen in Europa im 20. Jahrhundert). Budapest 2013.
- Mit Werner E. Lange: Adventhoffnung für Deutschland. Die Mission der Siebenten-Tags-Adventisten von Conradi bis heute. Advent-Verlag, Lüneburg 2014. ISBN 978-3815019412.
- So komm noch diese Stunde! Luthers Reformation aus Sicht der Siebenten-Tags-Adventisten. Advent-Verlag, Lüneburg 2017. ISBN 978-3-8150-1959-7.

### Artikel (Auswahl)
- „Church, Sect, and Government Control: Seventh-day Adventists in the Habsburg Monarchy.“ In: East European Quarterly, 23, 1989, S. 109–115.
- „L. R. Conradis missionarischer Durchbruch: Ein Modell für die Zukunft?“ In: Baldur E. Pfeiffer (Hrsg.): Die Adventisten und Hamburg. Frankfurt/Main 1992, S. 146–161.
- „Kriegsdienstverweigerer und religiöser Pazifist: Der Fall Anton Brugger und die Haltung der Siebenten-Tags-Adventisten im Dritten Reich.“ In: Jahrbuch (Dokumentationsarchiv des österreichischen Widerstandes), Wien 1996, S. 41–56.
- „Exklusivität und Kontextualisierung: Geschichte und Selbstverständnis der Siebenten-Tags-Adventisten in Deutschland.“ In: Freikirchenforschung, 10, 2000, S. 31–50.
- „Repression, Toleranz und Legalität: Siebenten-Tags-Adventisten in Österreich – Geschichte, Organisation und Wachstum einer Minderheitskirche.“ In: Österreichisches Archiv für Recht und Religion, 48, 2001, S. 323–344.
- „Wiederkunftshoffnung und Weltmission: Streiflichter aus der Geschichte der Siebenten-Tags-Adventisten in Berlin.“ In: Ökumenischer Rat Berlin-Brandenburg (Hrsg.): Mit uns hat der Glaube nicht angefangen – Wie die Freikirchen in Berlin begonnen haben. Berlin 2001, S. 175–188.
- „Seventh-day Adventists and the Persecution of Jews during the Nazi Regime: A Look at Two Conflicting Sources.“ In: Jacques B. Doukhan (Hrsg.): Thinking in the Shadow of Hell: The Impact of the Holocaust on Theology and Jewish-Christian Relations. Berrien Springs, Michigan (USA) 2002, S. 192–208.
- „Der Streit um den Taufritus. Zur Restitution der Immersionstaufe.“ In: Roberto Badenas (Hrsg.): Die Taufe. Theologie und Praxis. Lüneburg 2002, S. 108–118.
- „Der Widerstand der Reformadventisten im 'Dritten Reich'.“ In: Jahrbuch (Dokumentationsarchiv des österreichischen Widerstandes), 2002, S. 88–98.
- „Adventgemeinde und Reformation.“ In: Fazekas / Daniel Heinz / Rajki (Hrsg.): Ünnepi talnulmányok ... Miskolc 2006, S. 154–172.
- „Zukunft braucht Herkunft: Das Historische Archiv der Siebenten-Tags-Adventisten in Europa.“ In: Johannes Hartlapp, Stefan Höschele (Hrsg.): Geschichte – Gesellschaft – Gerechtigkeit. Festschrift für Baldur Pfeiffer. Berlin 2007, S. 41–50.
- „Adventisten im Osmanischen Reich – Ein Fallbeispiel für islamische Intoleranz.“ In: Martin Pröbstle (Hrsg.): „For You have Strengthened Me“: Biblical and Theological Studies in Honor of Gerhard Pfandl in Celebration of His Sixty-Fifth Birthday. St. Peter am Hart 2007, S. 453–478.
- „Dem Gebot und Gewissen verpflichtet: Freikirchliche Märtyrer.“ In: Harald Schultze / Andreas Kurschat (Hrsg.): „Ihr Ende schaut an …“: Evangelische Märtyrer des 20. Jahrhunderts. 2. Auflage, Leipzig 2008, S. 85–98.
- „The Pietist Roots of Early German Adventism.“ In: Daniel Heinz / David Trim (Hrsg.): Parochialism, Pluralism, and Contextualization ..., Frankfurt/Main 2010, S. 83–91.
- „Missionarische Offenheit in der Welt, ideologische Anpassung in Deutschland: Siebenten-Tags-Adventisten und Juden in der Zeit des Nationalsozialismus“. In: Daniel Heinz (Hrsg.): Freikirchen und Juden im 'Dritten Reich' ..., Göttingen 2011, S. 281–308.
- „Herkunft, Identität und frühe Prägung der Siebenten-Tags-Adventisten in Deutschland.“ In: Daniel Heinz / Lange (Hrsg.): Adventhoffnung für Deutschland ..., Lüneburg 2014, S. 11–30.
- „Ludwig Richard Conradis evangelistisches 'Erfolgsrezept' und das Wachstum der Adventisten in Deutschland“. In: Daniel Heinz / Lange (Hrsg.): Adventhoffnung für Deutschland ..., Lüneburg 2014, S. 31–42.
- „Adventist Opposition to War in Europe.“ In: Frank M. Hasel / Barna Magyarosi / Stefan Höschele (Hrsg.): Adventists and Military Service. Madrid 2019, S. 135–149.
- „Adventists in Europe.“ In: The Oxford Handbook of Seventh-day Adventism. Hrsg. von M W. Campbell et al. Oxford & New York 2024, S. 401–416.

## Einzelbelege
1. ↑  Heinz: Church, State, and Religious Dissent, 1993, S. 11. Vgl. P. F. Barton, Versuchter Brückenschlag, Wien 2005, S. 188; ders., Theologische Literaturzeitung, Oktober 1995, S. 914f.
2. ↑  Heinz und der mittlerweile verstorbene LaRondelle arbeiteten gemeinsam als Autoren an dem Buch Sie zeugt von mir. Die messianische Auslegungsmethode als Schlüssel zum Verständnis der Bibel. Das Buch ist noch nicht erschienen.
3. ↑  Die Publikation von 1993 (Heinz: Church, State, and Religious Dissent) ist eine „abridged and revised version“ seiner Dissertation (S. 11).
4. ↑  Zu diesem Archiv siehe die Webseite der Theologischen Hochschule Friedensau.
5. ↑  Diese Arbeitsgruppe erarbeitete das deutsche evangelische Märtyrer-Lexikon „Ihr Ende schaut an …“: Evangelische Märtyrer des 20. Jahrhunderts. (2. Auflage, Leipzig 2008), herausgegeben von Harald Schultze und Andreas Kurschat.
6. ↑  Rezension von Rebecca Carter-Chand in Contemporary Church History Quarterly 17:4 (Dezember 2011)

| Personendaten    | Personendaten                           |
| ---------------- | --------------------------------------- |
| NAME             | Heinz, Daniel                           |
| KURZBESCHREIBUNG | österreichischer Theologe und Adventist |
| GEBURTSDATUM     | 19. August 1957                         |
| GEBURTSORT       | Wien                                    |